# Върбовчец
Върбо̀вчец е село в Северозападна България. То се намира в община Димово, област Видин.

## История
Първите заселници в селото идват през Османския период от Кутловишко.
По време на Балканската война в 1912 година един човек от Върбовчец се включва като доброволец в Македоно-одринското опълчение.

## Население
Преброяване на населението през 2011 г.
Численост и дял на етническите групи според преброяването на населението през 2011 г.:
|                     | Численост | Дял (в %) |
| Общо                | 96        | 100,00    |
| Българи             | 92        | 95,83     |
| Турци               | 0         | 0,00      |
| Цигани              | 0         | 0,00      |
| Други               | 0         | 0,00      |
| Не се самоопределят | 0         | 0,00      |
| Неотговорили        | 4         | 4,16      |